# Cadea blanoides
Cadea blanoides är en ödleart som beskrevs av  Leonhard Hess Stejneger 1916. Cadea blanoides ingår i släktet Cadea och familjen Cadeidae. Inga underarter finns listade i Catalogue of Life.